# Preisach-Modell
Das Preisach-Modell ist ein mathematisches Modell zur Beschreibung von Hysteresekurven. Es wurde erstmals 1935 vom ungarischen Physiker Ferenc Preisach unter dem Titel Über die magnetische Nachwirkung in der Zeitschrift für Physik veröffentlicht. Anfangs wurde es entwickelt zur Beschreibung der Hystereseeigenschaften von ferromagnetischen Materialien, inzwischen findet es jedoch auch in anderen physikalischen Bereichen Anwendung.
Einfach gesprochen besteht das Preisach-Modell aus einer Ansammlung vieler einfachster Rechteckhysteresekurven mit dem Hystereseoperator {\displaystyle R_{\alpha ,\beta }}.
Der Ausgang dieser Hysteresefunktionen ergibt sich wie folgt:
{\displaystyle y(x)={\begin{cases}1&{\mbox{ wenn }}x\geq \beta \\0&{\mbox{ wenn }}x\leq \alpha \\k&{\mbox{ wenn }}\alpha <x<\beta \end{cases}}}
Dabei ist {\displaystyle k} die sogenannte Memory-Funktion, welche den vorherigen Wert der Ausgangsfunktion {\displaystyle y(t)} enthält.
Integriert man nun über sehr viele solcher Rechteckhysteresekurven und gewichtet diese mit einem Verteilungsfaktor, so erhält man das Preisach-Modell in kontinuierlicher Form:
{\displaystyle y(t)=\Gamma \cdot x(t)=\iint _{\beta \geq \alpha }\mu (\alpha ,\beta )\mathbb {R} _{\alpha ,\beta }x(t){\mbox{d}}\alpha {\mbox{d}}\beta }
wobei {\displaystyle x(t)} die Eingangsvariable und  {\displaystyle y(t)} die Ausgangsvariable darstellen.  {\displaystyle \mu (\alpha ,\beta )} ist die Gewichtungsfunktion (auch Preisachfunktion bzw. Verteilungsfunktion genannt) und  {\displaystyle R_{\alpha ,\beta }} der Hystereseoperator.